# Anna Nevalainen
Anna Elvira Nevalainen (Juuka, 9 de novembro de 1894 –  Helsinque, 27 de janeiro de 1976) foi uma política finlandesa reconhecida como uma das pioneiras em questões de direitos femininos, educação e direitos humanos. Nascida em Juuka, Nevalainen era filha de uma família de pequenos proprietários de terras e se formou em filosofia. Lecionou economia no Colégio dos Trabalhadores de Helsinque de 1931 a 1936.
Na política, integrou o Parlamento da Finlândia de 6 de abril de 1945 a 28 de março de 1954, participando de comissões de educação, assuntos jurídicos e economia. Também fez parte do conselho da Liga Democrática do Povo Finlandês, presidiu a Liga Democrática das Mulheres Finlandesas e foi editora-chefe da revista Uusi Nainen. Faleceu em 1976.